# Delain Sasa
Delain Devis Sasa (Kinshasa, 9 maart 1979) is een voormalig voetballer uit Congo-Kinshasa met tevens de Duitse nationaliteit die als aanvaller speelde.
Hij begon in de jeugd bij SV Rhenania Würselen waar hij ook in het eerste team speelde. Sasa speelde voor KFC Uerdingen 05 (1998/99) en Bayer Leverkusen II (1999/00) in Duitsland en voor Erzurumspor (2000/02) in Turkije. In het seizoen 2002/03 speelde Sasa voor Partizan Tirana in Albanië. Hij keerde terug in Duitsland bij GFC Düren 09 (2003/04) en Bonner SC (2004/05). Daarna speelde hij lang weer in Albanië voor achtereenvolgens Partinzan Tirana (2005/06), Flamurtari Vlorë (2006/07), Vllaznia Shkodër (2007/08) en Bylis Ballsh (2008). In 2008 speelde Sasa voor het Chinese Liaoning FC. 